# Schwarzkogel (Lavanttaler Alpen)
Der Schwarzkogel ist ein 1550 m ü. A. hoher Berg in der mittleren Koralpe in der Steiermark, Österreich.

## Lage
Der Schwarzkogel ist der höchste Punkt eines nordwest-südöstlich verlaufenden Höhenrückens. Dieser Rücken beginnt mit einem Vorberg, der im alltäglichen Sprachgebrauch des Gebietes „Blochriegel“ genannt wird, aber auf den Landkarten als „Hochriegel“ ausgewiesen ist (1440 m ü. A.) und dem Gebiet des Filzmooses auf der Freiländer Alm im Hebalmgebiet. Er bildet die Wasserscheide zwischen Rettenbach bzw. Laßnitz einerseits und Wildbach andererseits. In diese Flüsse münden südlich der Gratzenbach und nördlich der Klosterbach.

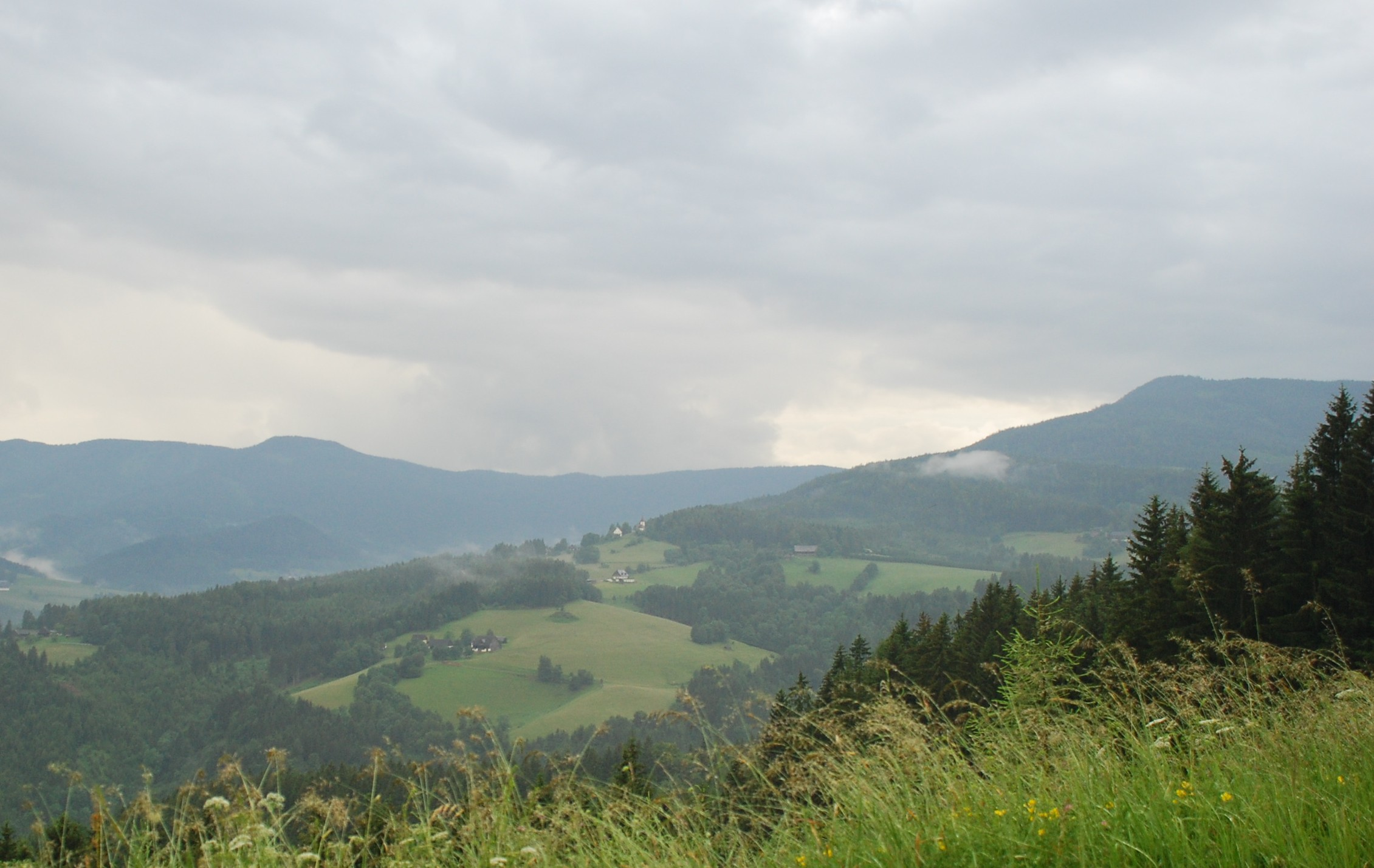
St. Oswald in Freiland auf dem Wolfsriegel mit der Gipfelkuppe des Schwarzkogels (rechts)

Östlich des Schwarzkogels verläuft der Höhenzug unter dem Namen „Wolfsriegel“ zunächst zum Ort St. Oswald (1050 m ü. A.). Am Südhang des Wolfsriegels befindet sich ein Gebiet, das im 19. Jahrhundert „Rometzen“ (Rametz, Ramsn) genannt wurde. Dieser Name stammt aus dem Lateinischen und bezeichnet ein kleines Wäldchen oder ein Gebiet mit Büschen.
Östlich von St. Oswald verläuft der Höhenzug weiter zum Gerhardshof (860 m) und über einen schmalen Sattel (792 m) beim Bauernhof vlg. Groß zwischen den tiefen Tälern von Laßnitz und Wildbach. Nach Osten folgt die Erhebung, auf der Freiland (847 m) liegt. Nach dieser Ortschaft wird der Höhenzug in der Literatur auch „Freiländerrücken“ genannt.
Ab Laufenegg (Gh. Moserjosl, 772 m) teilt sich der Höhenzug und fällt in einem südlichen Ast über den Burgberg Deutschlandsberg (511 m) steil nach Deutschlandsberg (368 m) und nördlich in die Höhe zwischen Deutschlandsberg und Wildbach ab (Poschenberg, 430 m). Zwischen diesen beiden Ästen fließt der Mittereggbach, der bei Frauental an der Laßnitz in die Laßnitz mündet.

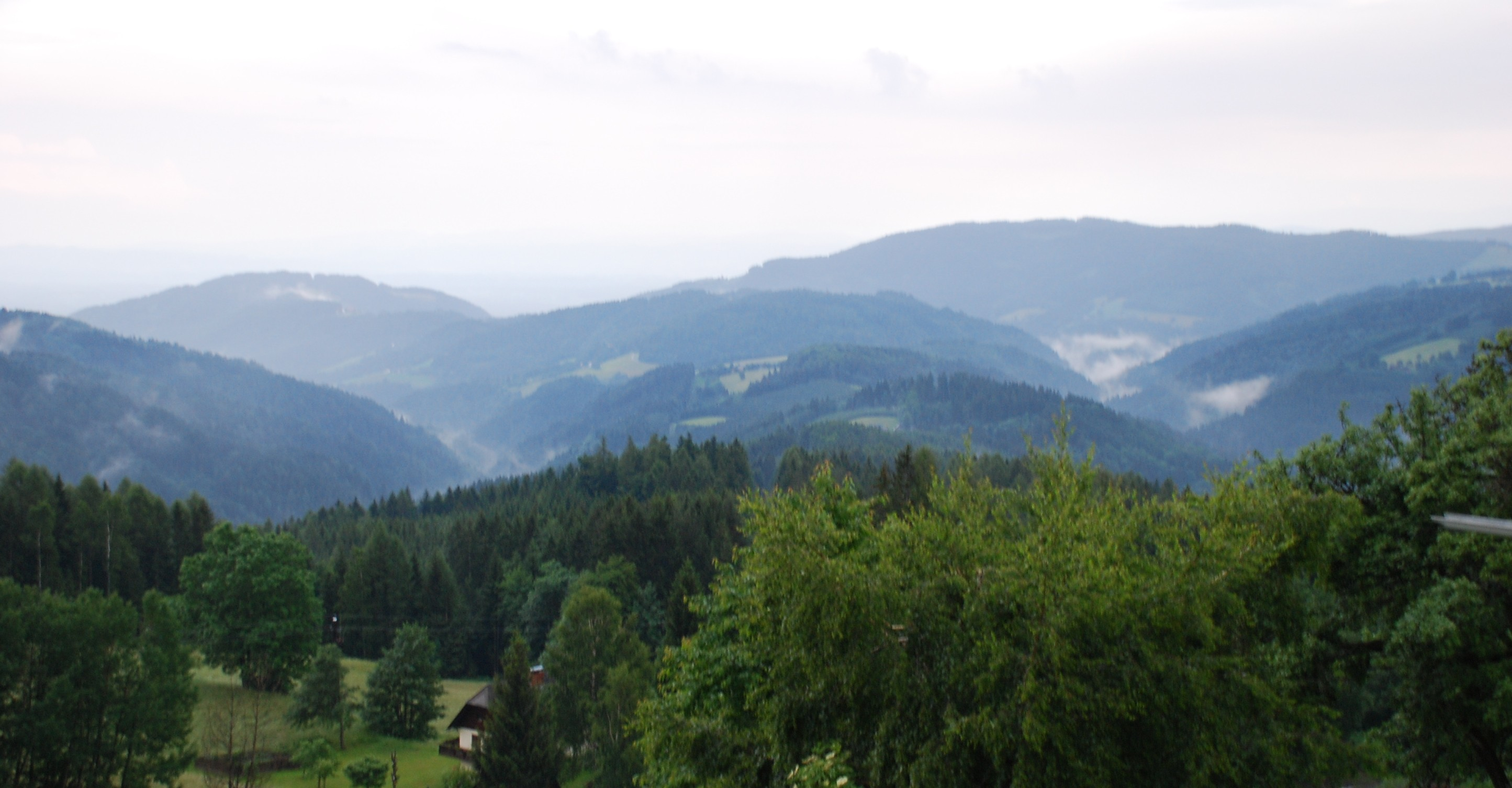
Der Höhenrücken des Schwarzkogels nach Osten zwischen dem Tal des Wildbaches (links) und der Laßnitz. Mittig: Freiland, links dahinter Laufenegg.

Der Schwarzkogel liegt in der ehemaligen Gemeinde Kloster. Weiter östlich liegt der Höhenzug in den Gemeinden Freiland und Deutschlandsberg.

Die Rometzen am Schwarzkogel (Urmappe des Katasters)
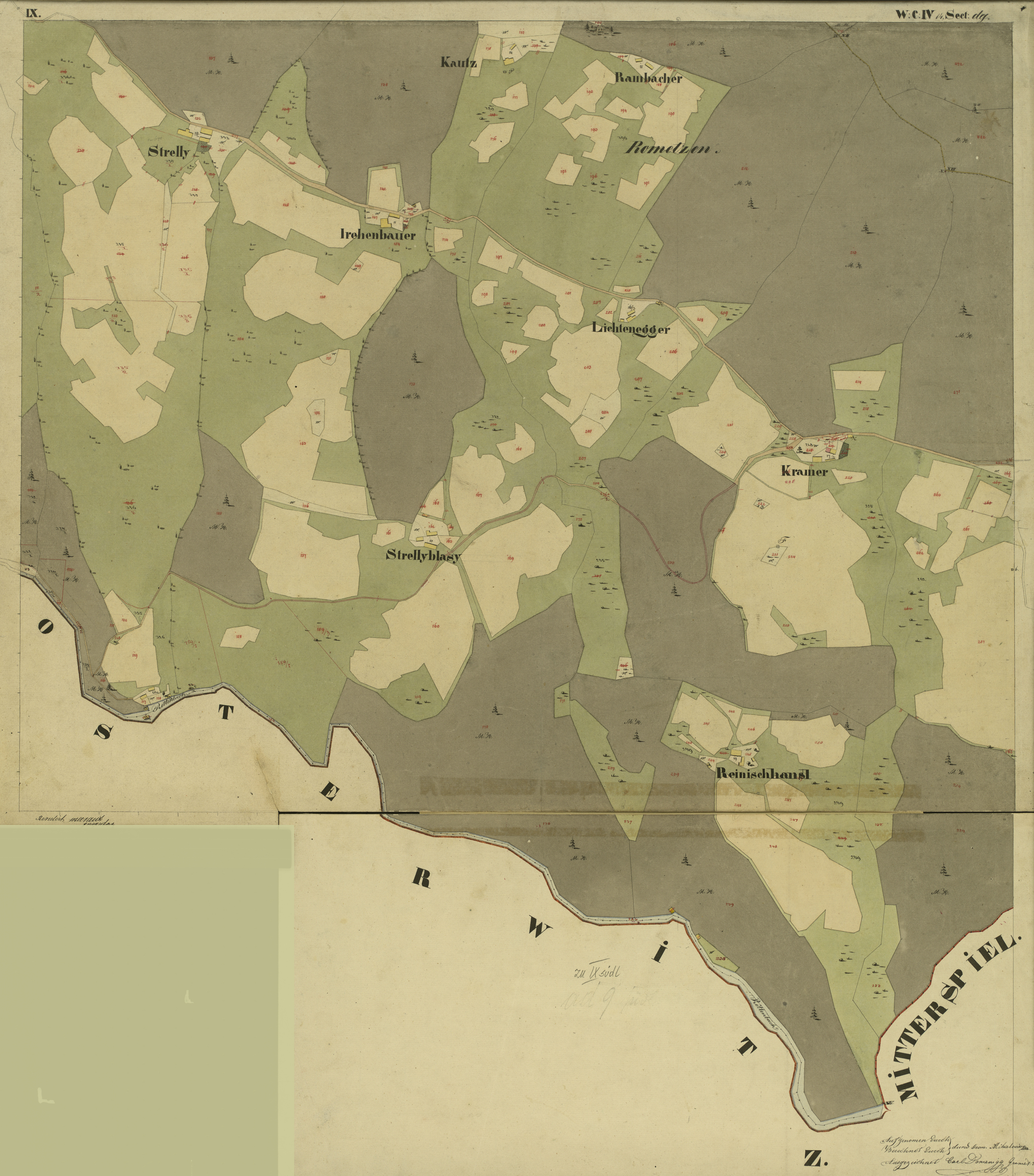
Die Rometzen am Wolfsriegel in Rettenbach (oben)
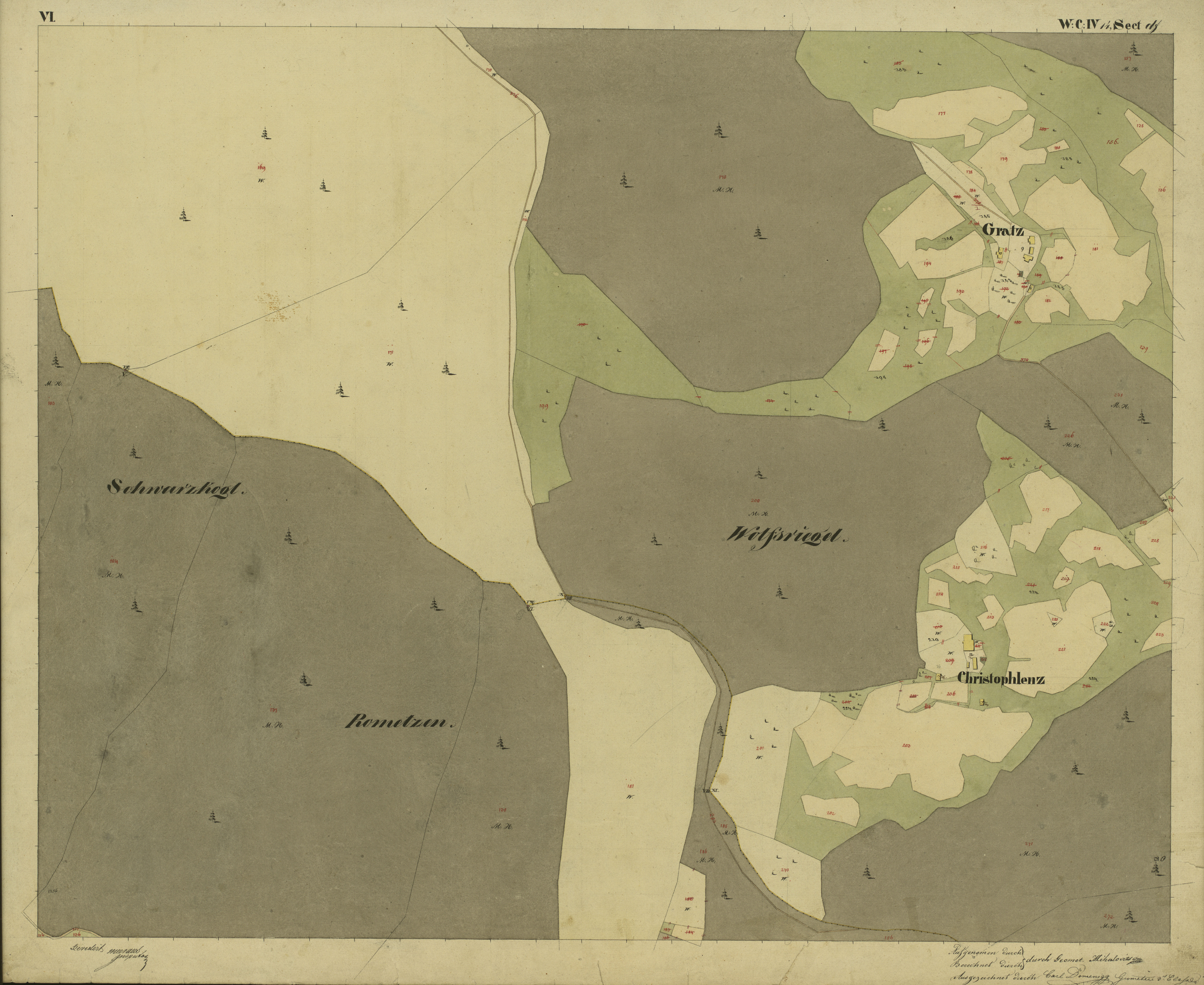
Der Wolfsriegel beim Hof vlg. Christoflenz

Der Höhenzug liegt bis an die Grenze der Stadtgemeinde Deutschlandsberg bei Laufenegg im Landschaftsschutzgebiet Pack-Reinischkogel-Rosenkogel.

## Geschichte
Der Schwarzkogel und die ihm vorgelagerten Erhebungen gehörten ab 1203 bis 1849 weitgehend zur Grundherrschaft Freiland des Benediktinerklosters Admont (ausgenommen die Stadt Deutschlandsberg und einige kleinere Grundbesitze im Ostteil des Höhenzuges).

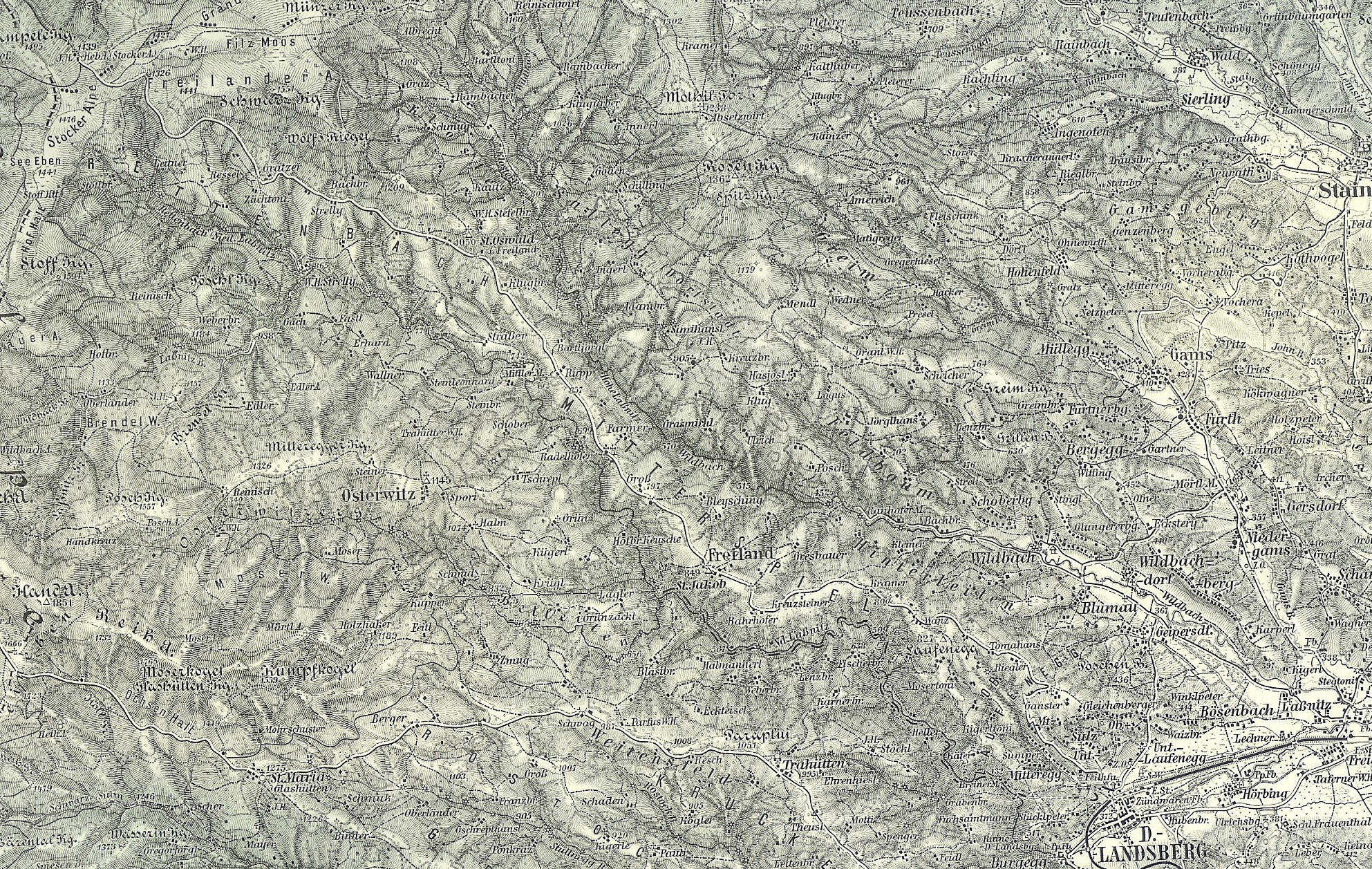
Höhenzug des Schwarzkogels von der Freiländer Alm bis Deutschlandsberg
(von links oben nach rechts unten)

Das Gebiet wurde 1207 in einer Zehentbestätigung zu einem „predium“ (Wirtschaftsgut) gezählt, welches sich von Blumau an der Laßnitz („Bluminow“) zwischen den beiden Laßnitzbächen bis hinauf zu den Alpen (= den Almgebieten der Freiländer Alm) erstreckte.

## Name

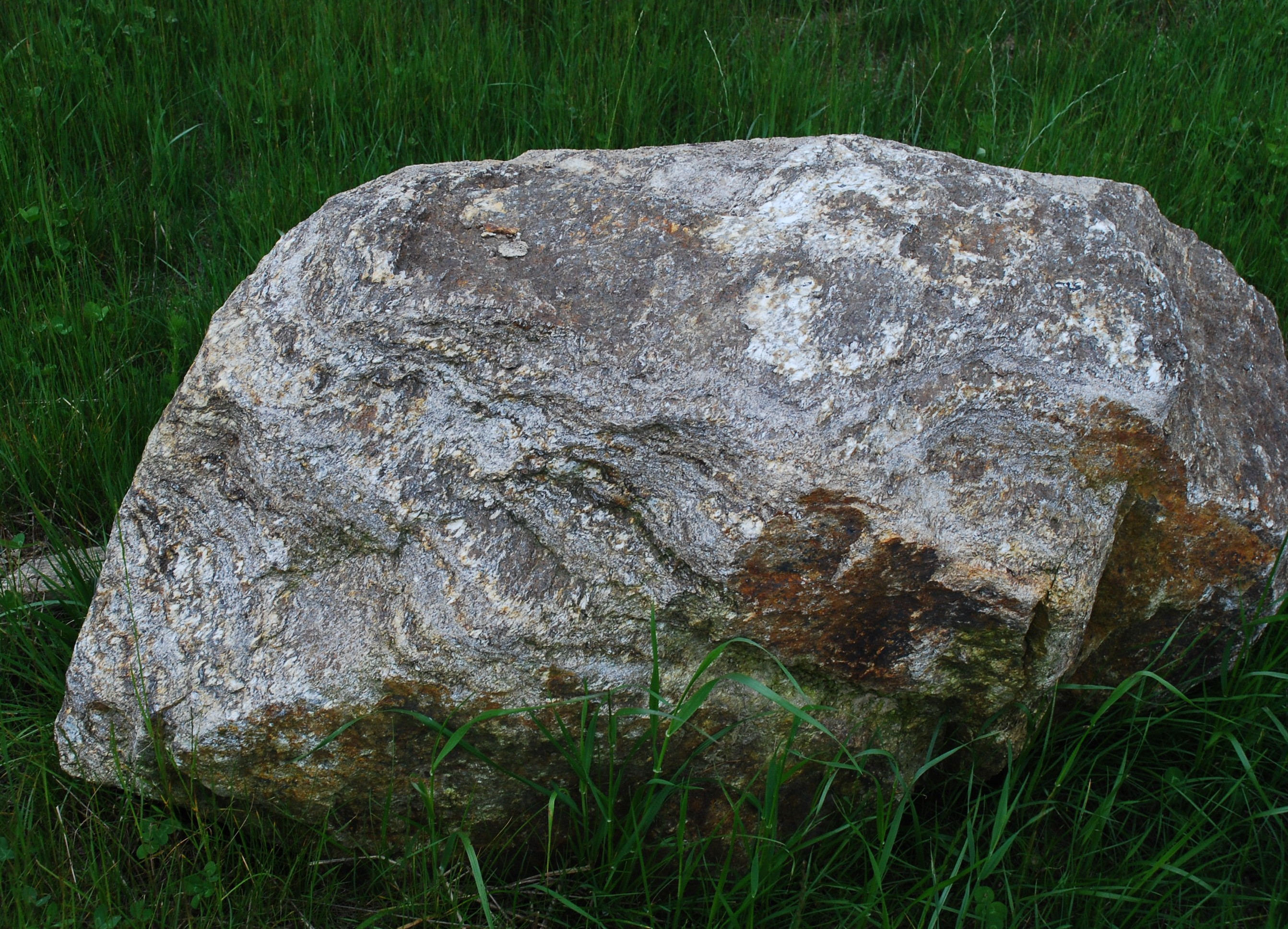
Glimmerschiefer des Hebalmgebiets, Kampelekogel (Koralmkristallin)

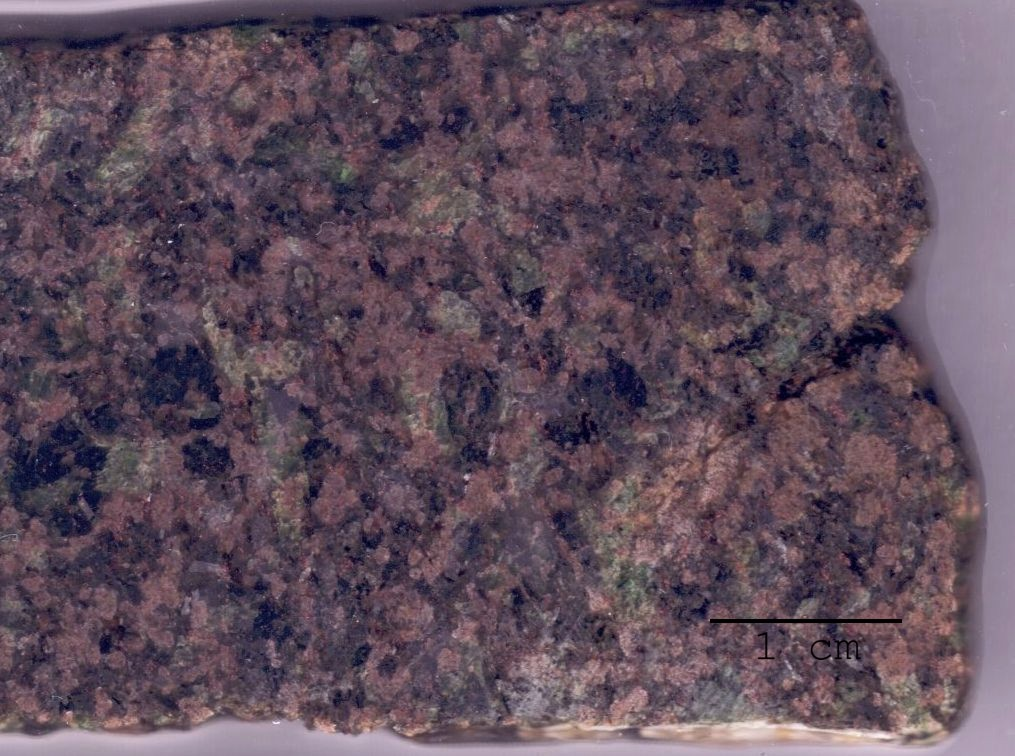
Anschliff eines Eklogits

Für den Namen „Schwarz“-Kogel werden mehrere Gründe genannt:
- Waldbedeckung:
Der Berg ist in seinen höheren Teilen mit Nadelholz (Fichten, Tannen, Föhren) bewachsen. Das lässt ihn dunkler erscheinen als die anschließende Almgegend. Das Wort „schwarz“ kann die Waldbedeckung eines Gebietes bezeichnen.[5]

Allerdings war die Bewaldung nicht immer so: Im 18. Jahrhundert (Josephinische Landesaufnahme) sind weite Bereiche des Gipfels als unbeholzt, als Wiese oder Weide, ausgewiesen, nur der (steile) Nordostabfall in das Wildbachtal trägt die Wald-Signatur. Der Helligkeitsunterschied hätte nicht in der heutigen Form und Intensität bestanden. Das Argument kann aber aus einer Zeit vorher stammen, in der bereits die Almen, aber noch nicht der Gipfelbereich gerodet waren.
- Helligkeitsunterschied:

Das Gestein, aus dem der Gipfel des Schwarzkogels besteht (Eklogit), ist dunkler als jenes der Erhebungen in der Umgebung: Hochriegel, Laurakogel, Münzerkogel, Kampelekogel usw. Diese Höhen bestehen aus (Gneis- oder Granat-)Glimmerschiefer, der bei Sonnenbestrahlung wegen seines teilweise hohen Glimmeranteils einen sehr hellen, glänzenden Eindruck erwecken kann.
- Unterscheidungsbedarf:
Die Bezeichnung soll aus dem Wunsch entstanden sein, den Berg (eine darauf befindliche Alm o. ä.) von einem anderen Gebiet zu unterscheiden. Das Begriffspaar schwarz-weiß wird in solchen Zusammenhängen verwendet[7] (vgl. auch Schwarze und Weiße Sulm einige Kilometer südlich des Schwarzkogels).[8]

Dabei kann ein Helligkeitsunterschied zur Namensgebung beigetragen haben, muss aber nicht deren Anlass gewesen sein. Tatsächlich führt ein alter Weg von der Hebalm nach Süden über die See Eben und die Hof Halt nach dem Sattel zwischen Bärofen und Stoffkogel an einer „Weiß-Alm“ vorbei. Diese Erklärung wird dadurch unterstützt, dass das Gebiet der Hebalm im 18. Jahrhundert in größeren Flächen als später als „Stocker Alm“ bezeichnet wurde. Die Weiß-Alm liegt an deren Südgrenze, der Schwarz-Kogel an der Nordgrenze.
Die Namensgebung anhand eines Gegensatzpaares wird auf (nicht unumstrittene) Vorstellungen über slawische Götter zurückgeführt, die in Gegensätzen von Licht und Dunkelheit (Dualismus) dargestellt worden sein sollen.
Allerdings gab es neben dem hier behandelten Schwarzkogel noch eine andere Erhebung dieses Namens: Ein Gipfel, der heute „Glashüttenkogel“ heißt, ist in der Josephinischen Landesaufnahme ebenfalls als „Schwarz Kogel“ ausgewiesen. Er liegt ca. 7,5 km südsüdwestlich des hier behandelten Schwarzkogels zwischen Moserkogel und Kumpfkogel (damals Moser Alpe und Gumpf Kogel), westlich des Ortes Osterwitz. Das Gegensatzpaar „Weiß-Alm Schwarz-Kogel“ kann auch auf diesen Berg bezogen werden, sodass diese Namensdeutung noch näher zu untersuchen wäre, ehe sie auf einen Dualismus gestützt werden kann.
- Besitzverhältnisse:

Die Grundherrschaft des Gebietes, in dem der Berg liegt, lag von 1203 bis 1849 beim Benediktinerstift Admont. Die Mönche dieses Ordens waren im Mittelalter wegen ihrer Ordenskleidung „schwarze Mönche“, deren Klöster „schwarze Klöster“ genannt.
Dieses Bezeichnungsmotiv wird damit in Zusammenhang gebracht, dass die benachbarte Erhebung „Reinischkogel“ auf einen Besitz des Zisterzienserklosters Rein bei Graz (gegründet 1129) hinweist, dessen Mönche weiße Kleidungsbestandteile in ihrem Habit trugen und der Name den Unterschied der Grundherrschaften deutlich machen sollte.
- Unheimliches:

Nach einer Sage wurde ein Bauer aus Rettenbach von einer schwarzen Gestalt verfolgt und es existieren weitere Spukgeschichten aus dem Umkreis.
Nach ihnen soll auch der Schab-Bock im Gebiet aufgetreten sein. Das Wort „schwarz“ kann unheimliche, unheilvolle Gegenden bezeichnen, in denen schädliche bzw. Unruhe bringende Geister leben sollen.

„Weiß Alm“ und zweimal „Schwarzkogel“ um 1789 (Josephinische Landesaufnahme)
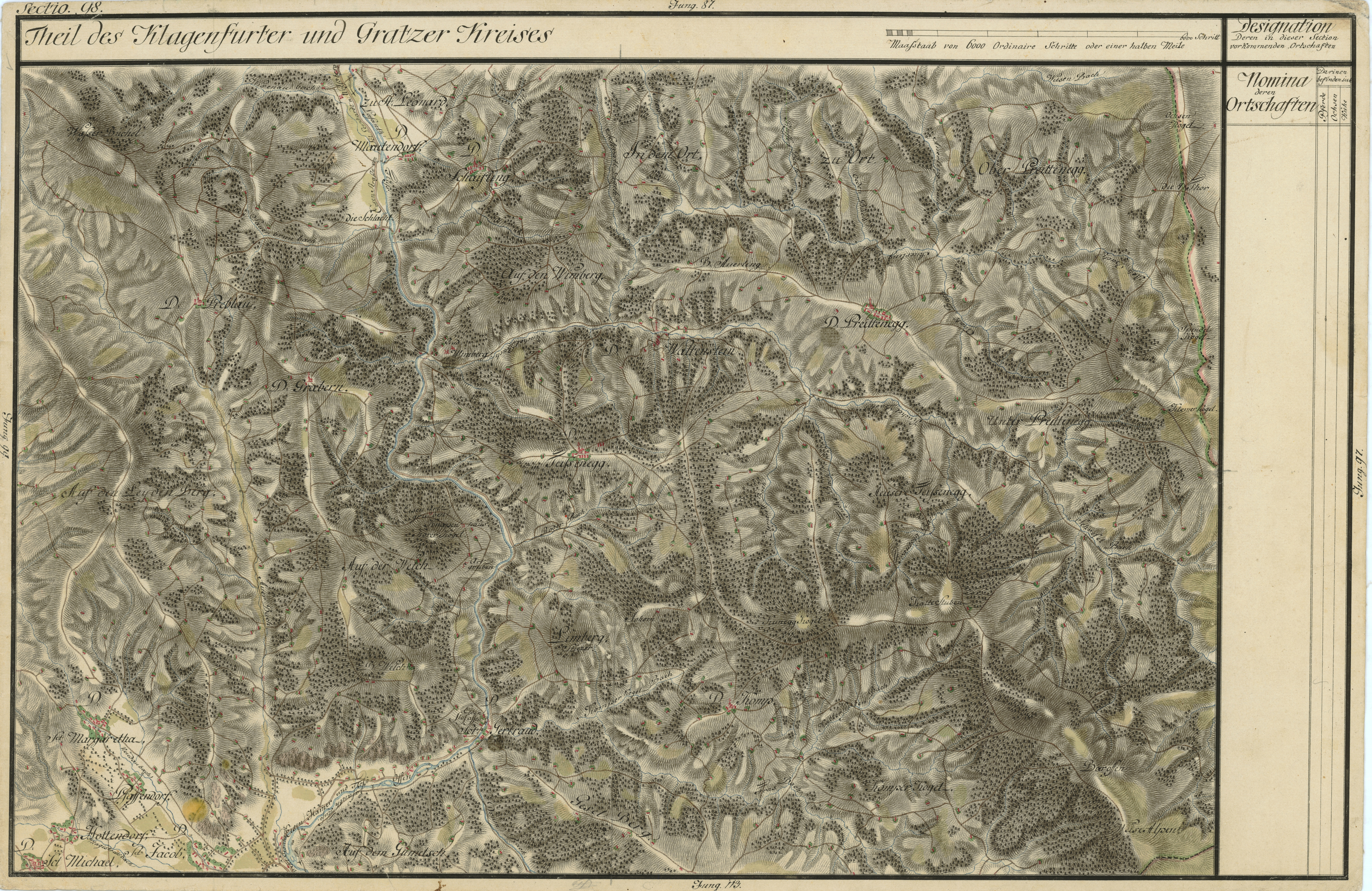
Die „Weise Alpen“ beim Bärofen (rechts unten)
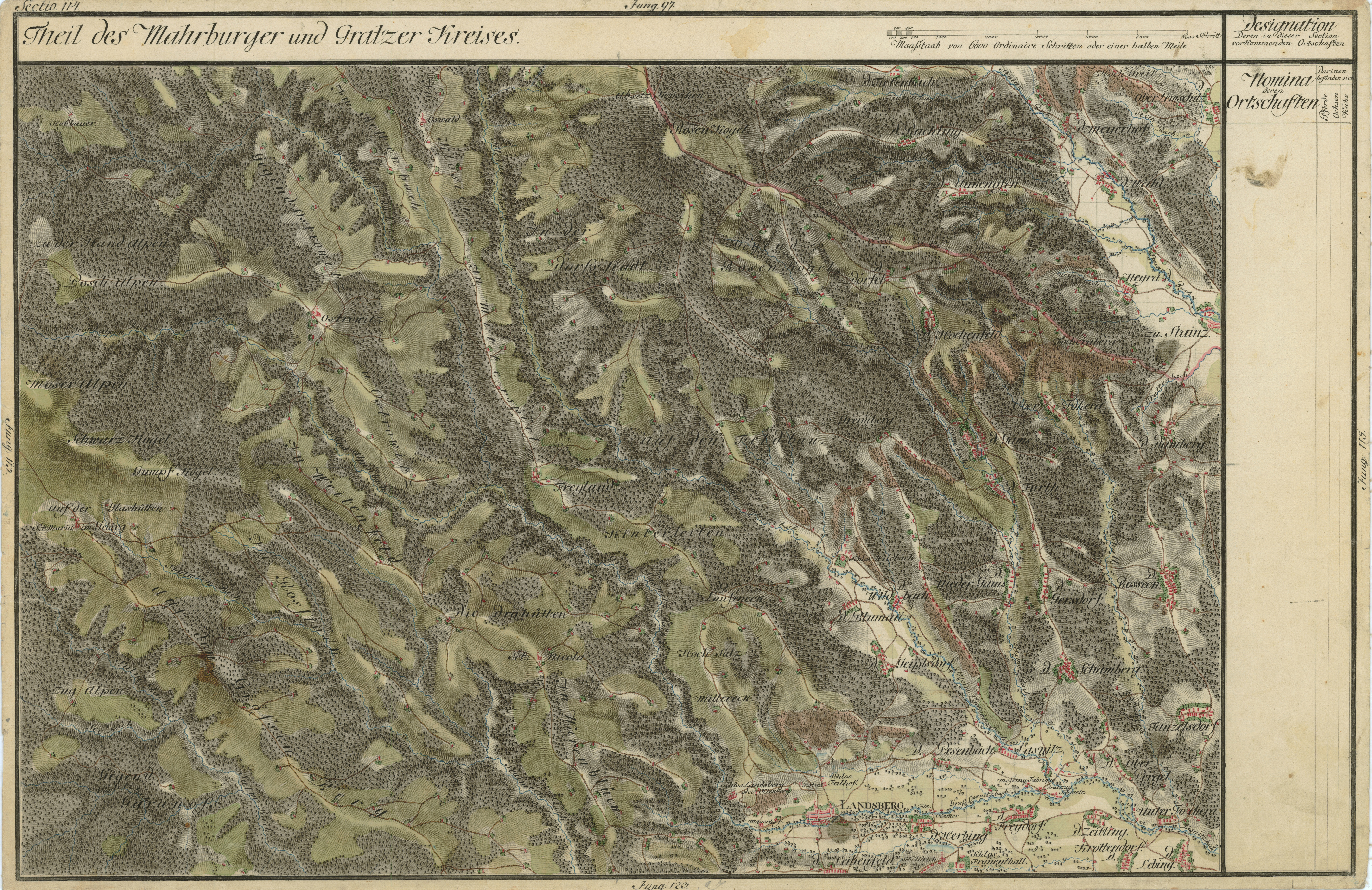
„Schwarz Kogel“ westlich von Osterwitz zwischen „Gumpf Kogel“ und „Moser Alm“
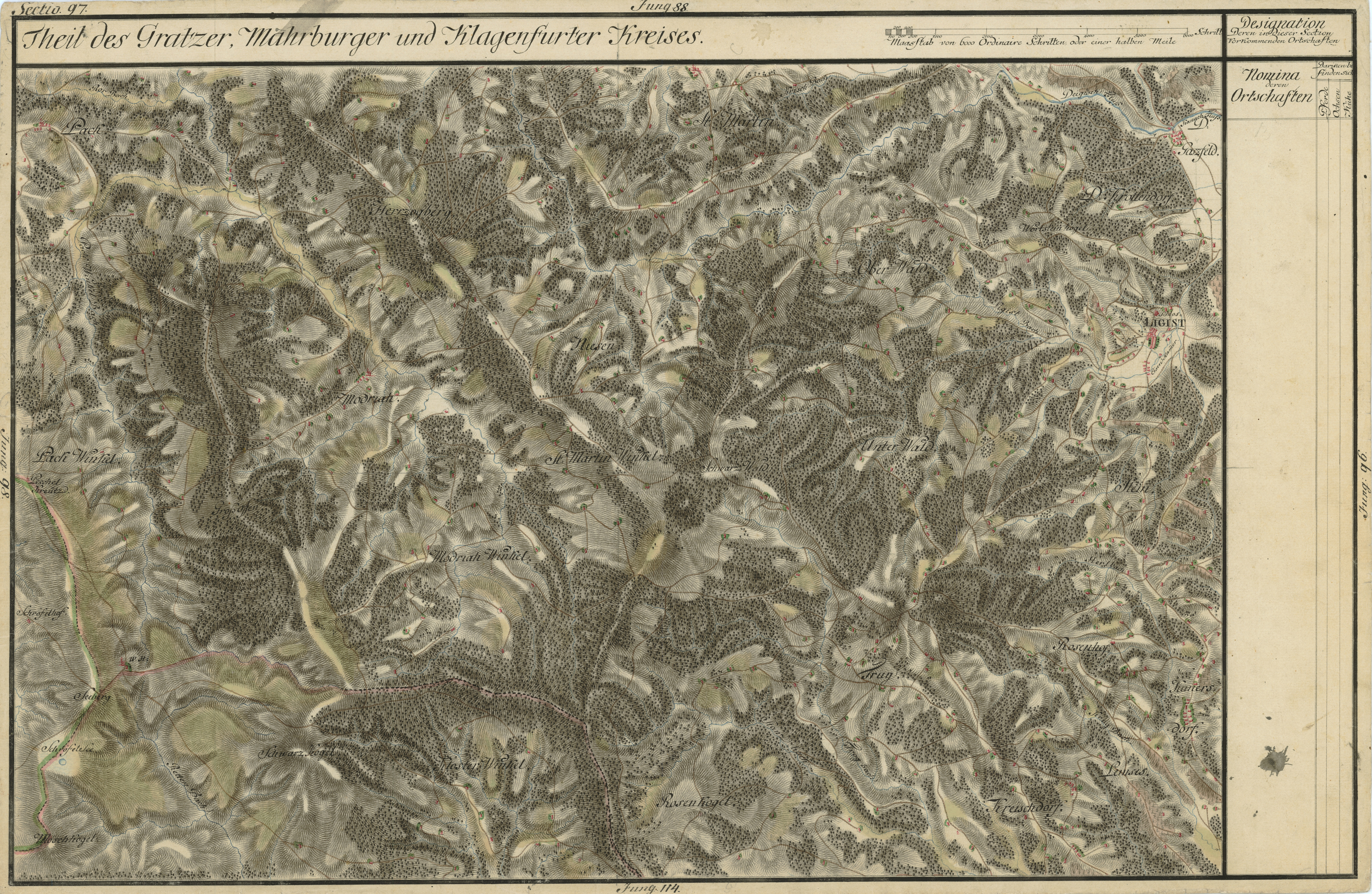
„Schwarz Kogel“ östlich von Rettenbach, Schröfel See und Hebalm

Das Wort „Kogel“ ist auf den gerundeten Gipfel zurückzuführen. Ein runder Gipfelaufbau wird in der Geomorphologie als Kuppe bezeichnet, der Name kann mit Kuppe/Koppe (wahrscheinlich zu lat. cuppa „Becher“), oder Kogel/Kofel (vgl. „Kugel“), Kopf/Köpfel, Nock, Gupf oder Kulm (lateinisch culmen, „Höhepunkt“) bezeichnet werden.

## Routen zum Gipfel
Der Schwarzkogel kann von allen Seiten über die (teilweise steilen) Hänge des Gipfelbereiches erstiegen werden, die Routen haben keine alpinen Schwierigkeitsgrade. Allerdings sind auch keine gut markierten Wege vorhanden, die direkt auf den Gipfel führen würden. Verblasste Markierungen eines früheren Wanderweges sind nur mehr schlecht erkennbar. Wanderausrüstung und die Fähigkeit, sich in leichtem aber ungebahntem Gelände zu bewegen, sind daher selbst bei Schönwetter Voraussetzung.
Der Gipfel eignet sich wegen der Bewaldung nur beschränkt als Aussichtspunkt (Aussicht nach Süden möglich, jedoch keine Rundumsicht, abhängig vom Stand der Bewaldung). Ein markierter Weg führt vom Ort St. Oswald über den Wolfsriegel auf einer Forststraße ca. 500 Weg- und 70 Höhenmeter nördlich am Gipfel vorbei bis zur Freiländer Almhütte.

## Geologie
Der Schwarzkogel besteht aus Gesteinen, die im Zuge der Gebirgsbildung mehrfach umgestaltet wurden (metamorphe Gesteine). Die Gesteinsgruppe wird Koralpen- oder Koralmkristallin genannt.
Der Gipfel des Schwarzkogels besteht aus dem härtesten und dichtesten an der Erdoberfläche aufgeschlossenen Gestein, dem Eklogit.
Dieses Gestein ist über eine halbe Milliarde Jahre alt. Erstmals entdeckt und benannt wurde es vom französischen Geologen und Mineralogen René-Just Haüy im 18. Jahrhundert auf einer seiner wissenschaftlichen Reisen in der südlichen Weststeiermark. Wegen seiner besonderen Entstehung und seiner sonstigen Eigenschaften handelt es sich um ein nicht alltägliches Gestein.
Das ist Anlass für geologische Exkursionen in das Gebiet des Schwarzkogels.

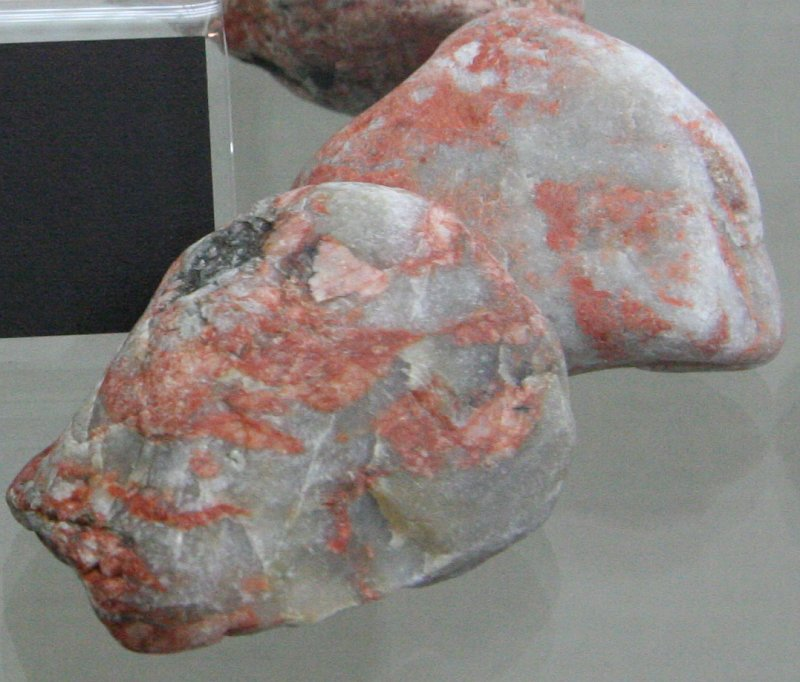
Pegmatit

Er ist einer der drei aus diesem Gestein bestehenden Gipfel im Höhenzug der Koralpe (neben Rosenkogel und Pöschelkogel, welche in der näheren Umgebung des Schwarzkogels liegen).
Die Grenze zwischen dem Gipfelbereich aus Eklogit und den anderen Gesteinen ist in der Natur an mehreren Stellen durch eine deutliche Änderung in der Hangneigung (Gefällsknick) erkennbar: Eklogit ist wesentlich härter als die anderen Gesteine. Hänge aus hartem Gestein sind steiler als Hänge aus weicherem Gestein.
Hochriegel und Wolfsriegel bzw. die Fortsetzung des Höhenzuges Richtung Osten bestehen aus Gneisglimmerschiefer, welcher eine Reihe von kleinen Marmorvorkommen enthält, und Plattengneis.
Dieser Gneis ist mit Pegmatiten durchzogen („pegmatoid durchtränkt“), was sich u. a. in Quarzvorkommen (Quarzgängen) zeigt. Seltener vorkommende Gesteine sind langgestreckte, aber schmale Züge aus Hirschegger Gneis und Gneisquarzit. Diese längliche Ausdehnung beruht darauf, dass das Gebiet aus übereinandergeschobenen Gesteinsschichten (Decken) besteht, die ihrerseits noch aufgewölbt, gestaucht und verschoben wurden. Durch Verwitterung wird der Deckenaufbau teilweise wieder freigelegt.
Der Höhenzug ist wie die gesamte Koralpe eingehend geologisch untersucht, weil dieses Gebirge das heutige Aussehen der Alpen an ihrem Ostende beeinflusst hat.

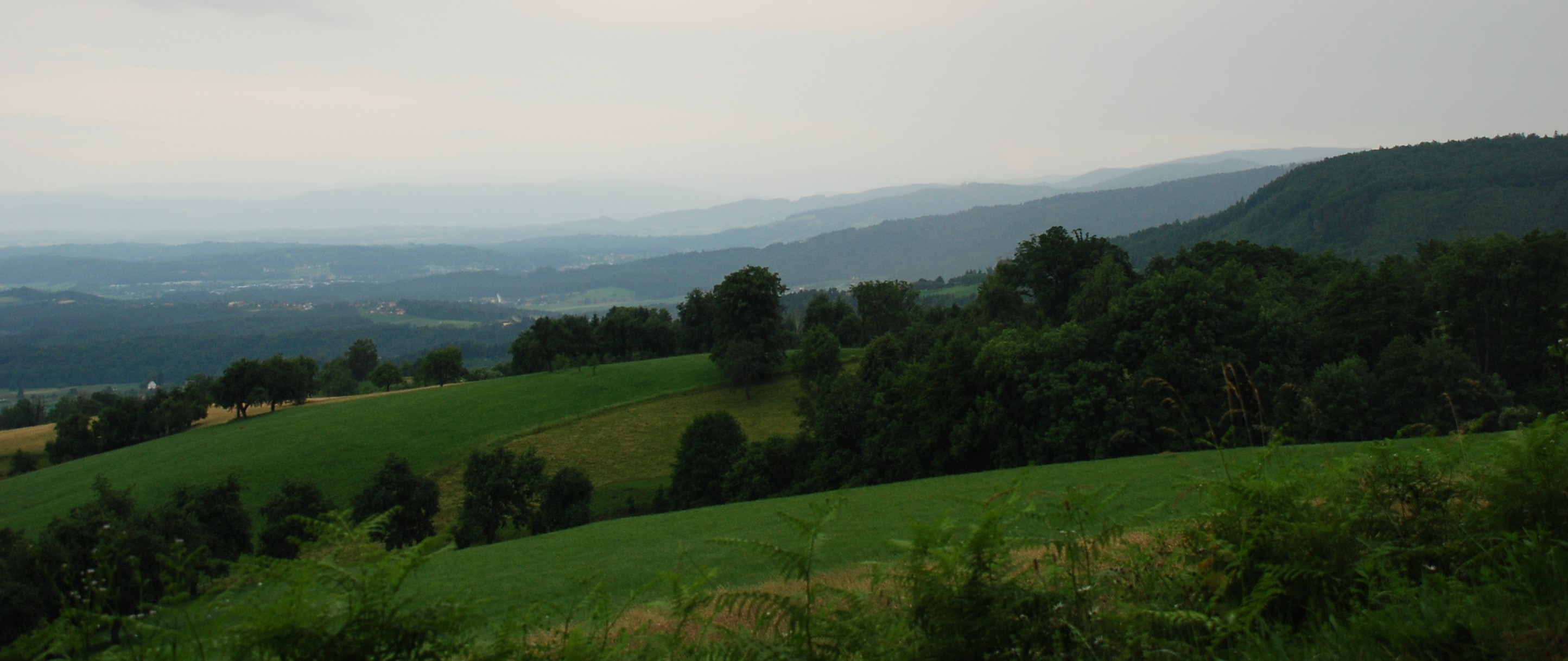
Höhenzüge des Schwarzkogelzuges und seiner Nachbarbereiche versinken bei Deutschlandsberg im Grazer Becken

Die steilen Hänge führen zu Hangrutschungen, durch welche Mineralienfundstellen erschlossen werden.
Auch Straßenbauten (insb. für Forststraßen) und Steinbrüche machen Fundstellen, z. B. für Granate, zugänglich.
Im Geröll der Bachbette des Gebietes sind die dunklen und hellen Gesteine deutlich erkennbar.
Die Marmor- und Quarzvorkommen sind nicht umfangreich. Sie werden in einer Reihe kleinerer Steinbrüche für den örtlichen Bedarf genützt.

### Geländestufe vor Deutschlandsberg

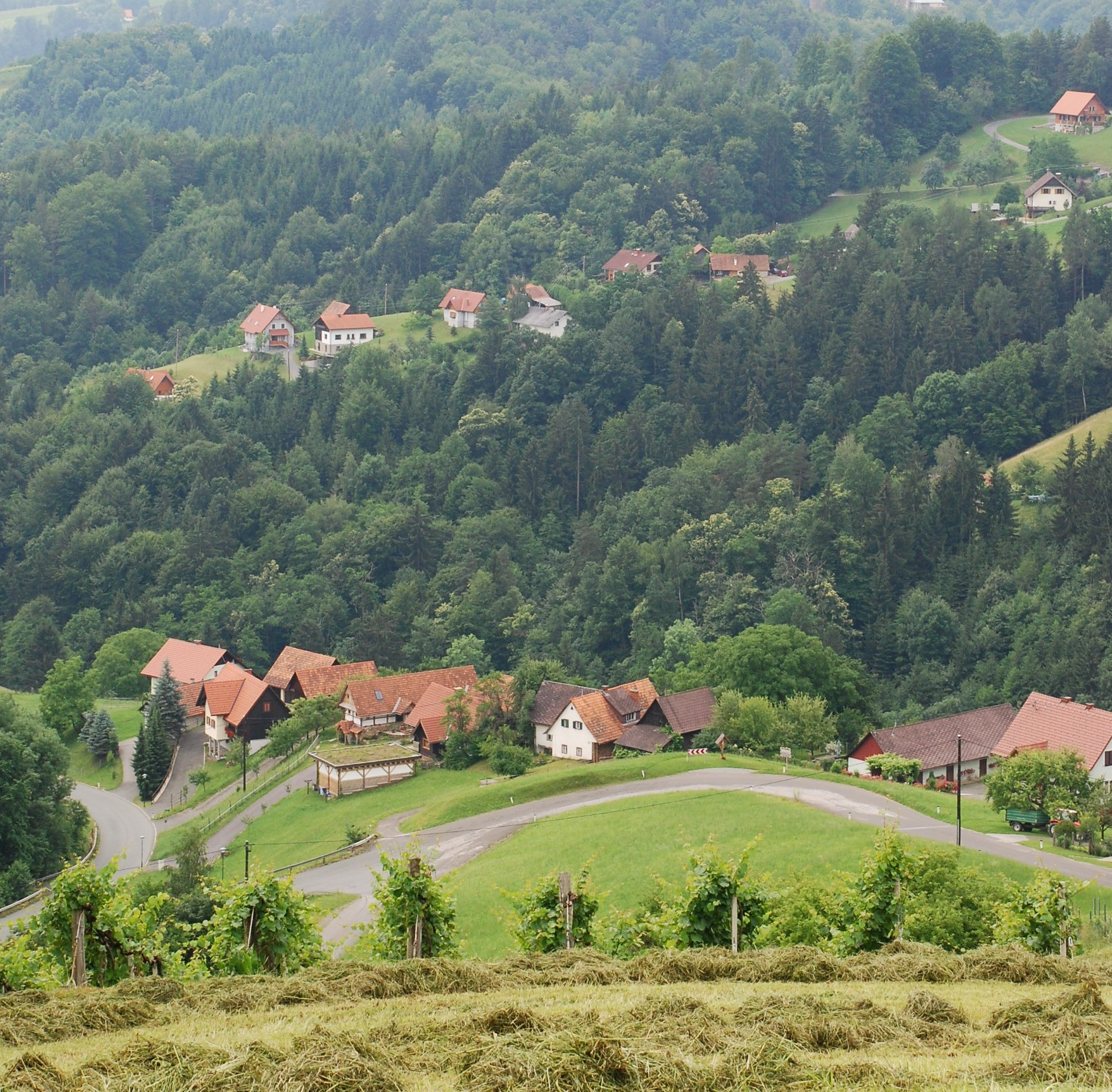
Die Hundsreih auf der Freiländer Straße über den Steilabbruch vor Deutschlandsberg. Entschärft nur mehr max. 12 % Gefälle über mehrere Kilometer

Der Höhenzug fällt an der westlichen Grenze der Stadt Deutschlandsberg in das Grazer Becken ab. Das teilweise starke Gefälle hat seinen Grund in der Entstehung der Koralpe:
Die Koralpe ist geologisch ein emporgehobener Gebirgsteil, eine sogenannte Pultscholle.
Sie hat ihre heutige Form erst im letzten Teil der Gebirgsbildung der Alpen vor ca. 20 Mio. Jahren grob erhalten, auch die Lage des Gebirgszuges quer zum Verlauf der Alpen ist darauf zurückzuführen („kontinentale Fluchtschollentektonik“).
Der Gebirgskamm ist im Vergleich zu anderen Gebirgen nicht stark ausgeprägt. Auf der Höhe des Gebirgszuges liegen flache Gebiete, in denen sich wirtschaftliche Nutzungen wie Almen, aber auch mangels guter Entwässerung Feuchtflächen (Vernässungen, Sümpfe, Moore, feuchte Wiesen wie die See Eben und das Filzmoos) entwickeln. Erst am Gebirgsrand müssen auf kurzen Strecken große Höhenunterschiede in das Tiefland überwunden werden, wobei der Ostabfall noch deutlich flacher ist als der Übergang in das Lavanttal im Westen der Koralpe.

### Verlauf des Gesteinszuges unterhalb der Erdoberfläche

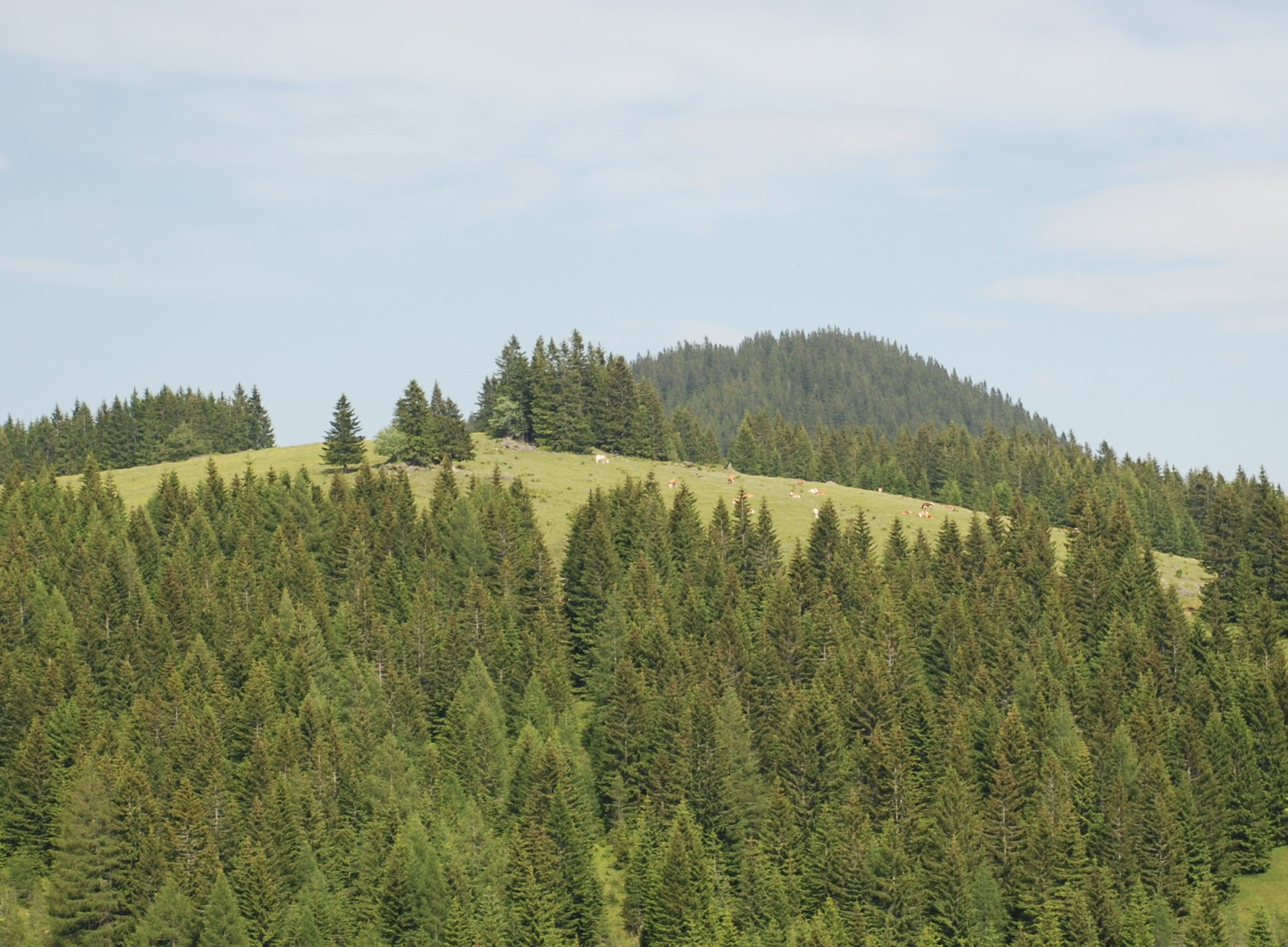
Hochriegel, Freiländer Alm, im Hintergrund Schwarzkogel. Die Schneise des zu Beginn der 1970er Jahre nur kurz vorhandenen Schilifts ist in der Vegetation noch zu sehen

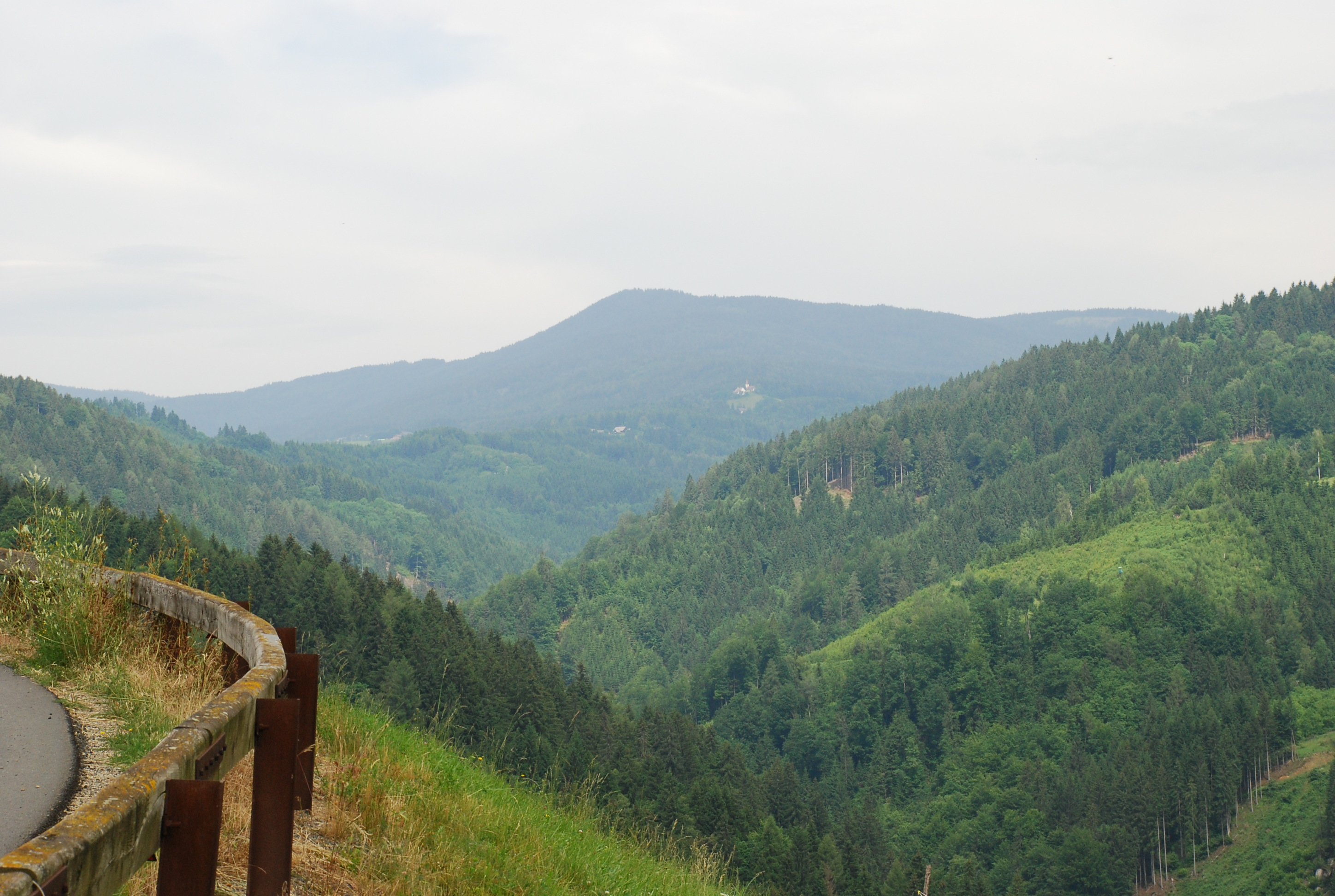
Tal des Wildbaches und Höhenzug des Schwarzkogels (links), im Hintergrund St. Oswald und Schwarzkogel, vom Bauernhof vlg. Kramermirtl, Freiland, Hinterleitenstraße

Ab Deutschlandsberg verläuft der Höhenrücken unter der Erdoberfläche der Ebene des Grazer Beckens. Diese Ebene begann vor ca. 23 Mio. Jahren zu entstehen. Sie wird durch Gesteine und Ablagerungen eines ehemaligen Meeres aus dem Neogen (früher Jungtertiär) gebildet: die „Florianer Schichten“ aus Sandstein und Mergel. Dazu kommen im Höhenzug der Gleinz Blockschotter sowie sandiger Ton mit Gesteinsstücken, die auch in der Koralpe vorkommen (Eklogit, Gabbro).
Die Stellen, an denen der Schwarzkogel-Höhenzug unter dem Schotter des Grazer Beckens verschwindet, sind in der Natur deutlich daran zu erkennen, dass dort die langen und bis zu 15 % steilen Gefällestrecken der Straßen aus der Koralpe in flache Straßenstücke übergehen.
Unterhalb der Erdoberfläche sinkt der Gesteinszug ebenso rasch tiefer wie oberhalb. Seine Oberkante erreicht bereits vor Frauental an der Laßnitz das heutige Meeresniveau. Südlich von Groß St. Florian befindet sich der derzeit erforschte tiefste Punkt des Höhenrückens in einem Becken tiefer als 600 m unter dem Meeresspiegel (= 900 bis 1000 m unter der heutigen Erdoberfläche in der Gleinz). Dieses Becken wird „Teilbecken St. Florian“ genannt oder auch „Florianer Bucht“.
Es gehört zum Weststeirischen Becken (Weststeirisches Neogenbecken),
das durch die Mittelsteirische Schwelle (vom Sausal bis zum Fürstenstand westlich Graz) vom Oststeirischen Becken getrennt ist. Alle Teile gehören zum Westen des Pannonischen Beckens.
Östlich des Beckens von St. Florian erhebt sich der Sausal, der aus anderen Gesteinen besteht.